# Master of Magic
Master of Magic (MoM) ist ein rundenbasiertes 4X Fantasy-Computer-Strategiespiel für den PC mit DOS. Es wurde unter der Leitung von Steve Barcia (Simtex) entwickelt und von MicroProse im Jahre 1994 vertrieben. Master of Magic ist ein 4X-Spiel in einer magischen Fantasy-Welt und ist mit seiner Karte, seinen Mechaniken und seinem Magiesystem am besten als erweiterte Variante des sehr erfolgreichen Computerstrategiespielklassikers Civilization zu beschreiben.
Im Gegensatz zu dem auf unserer Welt (d. h. Völker und technischen Entwicklungen, nicht Weltkarte) basierten Civilization spielt Master of Magic in einer Welt, die mit Magiern, Helden, mythischen Kreaturen und vielen verschiedenen intelligenten Rassen bevölkert ist. Der Spieler bemüht sich in dieser als Zauberer mit Magie und Militär um die Weltherrschaft.
Spielmechanische Unterschiede zu Civilization sind: zwei Welt-Ebenen, auf denen gespielt wird und die über Tore verbunden sind; taktische Kämpfe auf eigenen Karten; die Magie der Zauberer und Helden ermöglicht zusätzliche taktische Eingriffe in die Kämpfe und Welt-Karten; es können Helden eingestellt und entlassen, magische Artefakte gefunden, gekauft und erschaffen werden.

## Spielelemente, Spielmechaniken und Spielverlauf
Am Anfang des Spieles darf sich der Spieler einen Magier auswählen oder selbst einen erstellen. Dazu stehen ihm elf „Picks“ zur Verfügung, die er auf Fähigkeiten oder Zauberbücher verteilen kann.

### Fähigkeiten und Zauber
Eine Vielzahl von Fähigkeiten erlauben dem Spieler Helden anzulocken, Einheiten höher aufzuleveln, auf einer Parallelwelt namens Myrror zu spielen oder Zauberkosten zu senken bzw. das Einkommen an Gold und Mana zu steigern.
Die Zauberbücher sind ein Kernthema des Spiels, sie teilen sich in fünf verschiedene Reiche auf: Tod, Leben (wobei die gleichzeitige Auswahl von Tod und Leben nicht erlaubt ist), Natur, Chaos und Hexerei. Diese Einteilung ist dem ebenfalls Anfang der 1990er Jahre erschienenen Trading Card Game Magic: The Gathering entlehnt. Ein weiterer Bereich steht allen Spielern zur Verfügung, die allgemeine Magie. Die Anzahl der Zauberbücher bestimmt die Anzahl und den Seltenheitsgrad der Zauber, die ein Spieler aus dem jeweiligen Reich erforschen kann. Im Spiel können unter Umständen weitere Zauberbücher gefunden werden, die das Zauberportfolio erweitern. Die Zauberreiche selbst haben unterschiedliche Schwerpunkte, so ist das Leben nicht nur auf Heilung beschränkt, sondern mit vielen Einheitenverzauberungen ausgestattet, während die Natur mehr auf die Beschwörung von Kreaturen setzt.
Die Zauber sind von Spiel zu Spiel selbst bei gleicher Zauberbuchauswahl unterschiedlich, da die Zauber mit einer Wahrscheinlichkeit nach Seltenheitsgrad zur „Erforschung“ dem Spieler angeboten werden. Diese Seltenheitsgrade, sozusagen der Ideenreichtum eines Zauberers, gliedern sich in die Stufen normal, unnormal, selten und sehr selten. Sehr seltene Zauber sind beispielsweise oft sehr mächtig und können die Spielmechaniken und die Welt nachhaltig verändern, normale Zauber sind dagegen meist kostengünstig aber in ihrer Wirkung weniger mächtig.
Weiterhin sind die Zauberanimationen kurz, wirken aber auf den Spieler immer wieder spannend: Ein Flammenangriff in einer Schlacht umhüllt beispielsweise alle feindlichen Einheiten, es enthüllt sich das Ergebnis des Zaubers aber mit unterschiedlicher Geschwindigkeit pro Einheit. Dies ist damit analog zu einem sich langsam hebenden Zaubervorhang in einer Zaubervorstellung für Kinder und dem damit beabsichtigten Überraschungseffekt.
Da kein Spieler im Spiel alle Zauber und Fähigkeiten haben kann, die beiden Welten zufällig generiert werden und die Taktikschlachten eine sehr hohe Variabilität in der Zusammensetzung der Armeen aufweisen, ist der Wiederspielwert des Spiels und die Motivation zum Spielen sehr hoch.

### Völker
Master of Magic enthält 15 Völker mit spezifischen Vor- und Nachteilen und ein oder mehreren rassespezifischen Einheiten. Oft sind es Produktions- oder Goldboni, einige haben eine hohe Fortpflanzungsrate oder produzieren pro Bevölkerungseinheit Mana. Des Weiteren gibt es mit den Trollen eine Rasse, die nach jedem Kampf ihre angeschlagenen und gefallenen Einheiten regenerieren können und mit den Drakoniern eine fliegende Rasse.
Fremde Völker können dem eigenen Reich durch die Eroberung von neutralen und feindlichen Städten in das eigene Reich integriert werden. Ein zufällig erscheinender Händler bietet immer wieder fremde Einheiten für Gold an. Fremde Einheiten fügen sich nahtlos in die eigene Armee ein, anders als bei Age of Wonders gibt es keine Rebellion durch ein Moralsystem.

### Spielstart und Spielziel
Der Spieler startet nach der Gestaltung eines Zauberers, der Kartengröße, der Schwierigkeit, der Magiestärke und der Anzahl der Konkurrenten (maximal vier) in einer Stadt mit Zauberturm, der spielmechanisch nicht nur den Wohnort des Spielers, sondern auch den Spieler selbst darstellt.
Das Ziel des Spieles besteht darin, entweder alle Gegner auszulöschen oder den Spell of Mastery auszusprechen und alle gegnerischen Zauberer zu verbannen. Es werden dann alle anderen Zaubertürme vernichtet und die Möglichkeit eines Wiederaufbaus in einer anderen Stadt verhindert bzw. alle Zauberer für immer von den beiden Welten gebannt. Bei Beginn des Ausspruchs dieses Zaubers werden alle anderen Spieler – auch Alliierte – zu Feinden und erklären dem Spieler sofort den Krieg.

### Spielwelten
Eine der vielen Besonderheiten des Spiels ist die Verbindung zweier Welten, Arcanus und Myrror, die sich sowohl optisch als auch durch die dort einheimischen Rassen und Ressourcen deutlich voneinander unterscheiden. Die Welt Myrror ist dabei von starken Kreaturen und Völkern bewohnt, meist ist aber nur ein Gegenspieler auf dieser Welt vorhanden. So bietet sich Myrror vor allem für ein Abenteuer-Spiel an, bei dem Zauberknoten (eine wichtige Manaressource im Spiel) und andere besondere Orte erkundet werden und größere Schätze als auf Arcanus entdeckt werden können. Auf Arcanus, einer Welt die mehr der unseren gleicht, trifft man oft sehr schnell auf Gegenspieler und wird schnell in Kämpfe mit diesen verwickelt.

### Städte
Mit einer kleinen Stadt zu Beginn baut man diese mit zahlreichen Gebäuden wie aus Civilization bekannt aus. Dabei können auf Städte positive wie negative Zauber gesprochen werden und umliegendes Land seinen Einfluss auf die Stadt ausüben. In Städten können Einheiten aufgestellt werden und auf der Karte sind auch neutrale Städte zu finden, die erobert werden können. Mit dem Verlust der letzten Stadt hat man das Spiel automatisch verloren.

### Ressourcen
Ressourcen im Spiel sind Gold, Nahrung und Mana. Letzteres wird mit Hilfe von speziellen Gebäuden in Städten, durch die Verschmelzung von Zaubergeistern mit Manaknoten und durch die Eigenschaften bestimmter Rassen (z. B. Elfen) gewonnen.
Weitere Ressourcen im Einzugsbereich einer Stadt bieten besondere Vorteile. Dies sind u. a. die sehr seltenen und wichtigen Metalle Mithril und Adamantium, die neue Einheiten mit stärkeren Mithril- bzw. Adamantium-Waffen ausstatten, aber auch Eisen oder Magiekristalle, die die Produktion beschleunigen oder die Manaproduktion erhöhen. Dabei hängt die Wirkungsstärke auch von den in der Stadt vorhandenen Gebäuden ab.

### Forschung
In einem eigenen Menü werden die magischen Kräfte des Zauberers auf die Faktoren Mana, Fertigkeit und Forschung verteilt. Mana wird von den Zauberern benötigt, um Zauber auszusprechen und besondere Einheiten und Kreaturen zu beschwören. Neue Zaubersprüche werden mit Forschungspunkten erforscht, die mit Büchereien und anderen Gebäuden erzeugt werden. Außerdem gibt es die Möglichkeit, die Fertigkeit des Zauberers zu steigern und so mächtige Zaubersprüche schneller zu zaubern.
Eine Forschung nach Technik oder Gebäuden – wie z. B. in Elemental/Fallen Enchantress – existiert in Master of Magic nicht.

### Kampf
Der Kampf unterscheidet sich bei Master of Magic deutlich von dem aus Civilization bekannten Prinzip. Sobald zwei gegnerische Parteien auf dasselbe Spielfeld bewegt werden, wechselt das Spiel in eine isometrische Ansicht in der die Einheiten rundenbasiert gegeneinander antreten. Durch hunderte von Zaubern und Einheitenfähigkeiten, sowie der Kombinationsmöglichkeiten der Armeen, gestalten sich die Kämpfe sehr abwechslungsreich.
Die Metaebene der Magie ist eine Möglichkeit in Kämpfen zwischen schwachen und starken und wenigen gegen viele Einheiten einen Ausgleich zu schaffen bzw. eigene taktische Ziele, wie z. B. den Tod einer bestimmten Einheit des Gegners, zu erreichen. Für jeden Zauber gibt es Gegenzauber, so dass diese Kämpfe einen „Puzzlecharakter“ auf der Suche nach der besten Taktik bekommen. Beispielsweise sind fliegende Einheiten nicht von Nahkämpfern zu bekämpfen, also könnte ein Spieler seine Einheiten mit Flug verzaubern, der Gegner aber mit dem Zauber bzw. der Fähigkeit Netz diese Einheiten auf die Erde holen. Dagegen kann aber der Zauber Unsichtbarkeit eingesetzt werden, der aber wiederum mit Entzauberung gekontert werden kann.
Die Zauber, die einem im Kampf zur Verfügung stehen, gliedern sich dabei grob in Beschwörungen, Verzauberungen, Veränderung des Schlachtfeldes oder der Schlachtbedingungen, Schadenszauber gegen Einzelfiguren, Einheiten oder ganzen Armeen. Es ist aber auch möglich, Kämpfen aus dem Weg zu gehen und allein mit globalen Zaubern die Gegner zu schädigen und sich selbst zu stärken.
Die Kämpfe dauern oft nur wenige Minuten und profitieren von der klaren Schlachtfelddarstellung, in der jede Einheit ein Feld besetzt und Zauber leicht verständliche aber durch die Verzögerung der Wirkungsanzeige spannende Zauberanimationen abspielen.

### Einheiten
Die Einheiten stellen wieder eine Besonderheit in Master of Magic dar, da diese oft aus mehreren Figuren bestehen und durch Schaden Figuren verlieren und somit anteilig schwächer werden. Beispielsweise macht ein Schwertkämpfereinheit mit vier Figuren und vier Stärkepunkten maximal 4*4 Schadenspunkte, besteht sie aber nur noch aus drei Figuren, so hat sie nur noch eine maximale Stärke von 3*4 Schadenspunkten. Sollte die Einheit nicht im Kampf aufgerieben werden, erholt sie sich nach der Schlacht rundenweise wieder bis zur vollen Stärke ohne weitere Kosten. Da Schäden durch fehlende Figuren angezeigt werden, ist der Zustand einer Einheit leicht in der Schlacht zu erkennen. Nach Schlachten erhalten die Einheiten Erfahrungspunkte und steigen im Rang auf, welcher ihre Fähigkeiten stark verbessert. Durch einen beim Bau erhältlichen Fertigkeitenschub werden Einheiten aus Städten mit Alchemietürmen, Mithril- oder Adamantiumminen mit besonders starken Waffen ausgestattet.
Besonders starke Einheiten haben oft nur eine Figur, diese hat aber starke Kampfwerte und viel mehr Lebenspunkte. Diese wird somit im Kampf bis zu ihrer Vernichtung nicht geschwächt.

### Helden
Ergänzend zu den in den Städten gebauten Einheiten und beschworenen Kreaturen können je nach Ruhm des Magiers Helden erscheinen und ihre Dienste anbieten. Der Ruhm wird dabei in Kämpfen erworben. Bis zu sechs Helden kann ein Spieler besitzen, wobei es 35 verschiedene Helden und Heldenklassen gibt. Dies drückt sich insbesondere durch die Eigenschaften und Werte der Helden aus, die neben einigen festen auch zufällige ergänzende Eigenschaften haben. Diese werden nach den Kategorien Krieger, Magier und Alle verteilt. Beispielsweise hat der Held „Mystik X der Unbekannte“ fünf zufällige Eigenschaften aus allen Bereichen, der Held „Malleus der Magier“ einen starken magischen Angriff, Arkane Macht, Geschossimmunität und eine zufällige Eigenschaft aus dem Bereich der Magie.
Die Helden besitzen darüber hinaus ein eigenes Inventar, in das sie bis zu drei Ausrüstungsgegenstände aufnehmen können. Im Inventar können je nach Held und seiner Heldenklasse eine Waffe, eine Rüstung und einen anderen Gegenstand, etwa einen Ring, dem Helden zugeordnet werden. Auch die Gegenstände kann man in besonderen Feldern, wie Kellern, Verliesen oder Manaknoten finden, von Göttern als Geschenk erhalten, von Händlern kaufen oder selber erstellen. Durch Rangaufstiege werden die Helden wie die Einheiten wesentlich stärker, so können extrem starke Helden (Halbgötter) unter Umständen ganze Armeen im Alleingang vernichten.
Diese Personalisierung kombiniert mit sehr starker Progression motiviert den Spieler ungemein und ist in seinem Umfang von anderen Spielen unerreicht. Spieleserien wie 'Heroes of Might and Magic' und 'Age of Wonders' verhindern diesen Machtgewinn von Helden sogar explizit, indem bei erstem die Helden nur am Schlachtfeldrand der Schlacht zusehen und Armeeboni geben und bei letzterem ein Held unabhängig von den Aktionspunkten nur drei Aktionen pro Runde hat und danach gefahrlos von weiteren Figuren angegriffen werden kann und dann sogar in der Folgerunde aktionslos wird.

### Artefakte
Artefakte dienen der Aufwertung der Helden. Diese sind dabei oft sehr mächtig und in Dungeons und anderen besonderen Orten auf der Weltkarte zu finden. Auch bietet ein Händler unregelmäßig Artefakte zum Kauf an.
Eine Besonderheit von Master of Magic liegt in einem beigefügten Editor, mit dem die Gegenstände verändert werden können, wobei jedoch im Spiel automatisch angepasst wird, wo diese erscheinen können. Cheaten ist somit nicht möglich.

### Zauberknoten und andere Orte
Artefakte lassen sich, wie auch Mana, Gold, gefangene Helden, Zauberbücher oder Zauber, in besonderen Orten auf der Karte finden. Diese werden auf Myrror stärker bewacht als auf Arcanus und gliedern sich in Tempel, Zaubertürme, Zauberknoten, Verliese und Höhlen.
Den Zauberknoten kommt dabei die Bedeutung eines Landes in Magic: The Gathering zu: Einmal erobert und mit einem Wach- oder Zaubergeist verschmolzen, spendet der Zauberknoten jede Runde einen kleinen oder großen Manabetrag. Auf der Karte wird dies in der Mächtigkeit durch eine animierte Sternenaura in Spielerfarbe angezeigt. Knoten sind daher ebenso wichtig wie Städte, können im Gegensatz aber nicht mit Gebäuden befestigt werden. Sie werden daher immer wieder Schauplatz von wichtigen und großen Feldschlachten, wobei die in den drei Bereichen Natur-, Chaos- und Zauberknoten aufgeteilten Zauberknoten Zauber anderer Sphären mit einer hohen Wahrscheinlichkeit verhindern.

### Diplomatie
Diplomatie ist im Gegensatz zu Civilization nur eingeschränkt implementiert. Man kann zwar Bündnisse mit anderen Zauberern eingehen, da am Ende aber nur ein Zauberer existieren kann, halten diese oft nicht sehr lange.

### Zufallsereignisse
Unregelmäßig treten positive und negative Zufallsereignisse auf, die u. a. bestimmte Zauberknoten für alle Spieler und bestimmte Zauberreiche temporär produktiver machen oder komplett versiegen lassen, Händler bieten dem Spieler Geschenke oder Gold an, Piraten rauben teile des Goldvorrats, Städte rebellieren bzw. schließen sich dem Spieler an oder Einheiten anderer Rassen bzw. Helden bieten für Gold ihre Dienste an.

### Weitere Spielmechaniken
Es existieren eine umfangreiche Reihe weiterer Spielmechaniken, u. a. gibt es sehr unterschiedliche Arten von Bewegung, die sich nicht nur auf die Einheit, sondern auf eine ganze Armee beziehen kann. Auch ist das Schadenssystem sehr differenziert: Neben den oft in Fantasyspielen anzutreffenden Kampf-, Gift- und Feuerschaden gibt es z. B. die Versteinerung oder den Verdammnisschaden die allesamt besondere Auswirkungen haben. Das Spiel differenziert hier sehr viel stärker als in vielen anderen Spielen des Genres. Dies spiegelt sich auch in den Angriffsarten wider: Neben dem Nahkampf gibt es Schaden durch Wurf-, Gas-, Blick- und Berührungsangriffe, dazu den magischen Angriff und Felsen, Steine und Pfeile als Fernkampfattacken. Insbesondere die Blick- und Berührungsangriffe sind gefährlich, da diese den magischen Widerstandswert einer Einheit prüfen und vor dem eigentlichen Nahkampf oft sofort tödlich sind.

### Spielphasen
Mit der Zusammenstellung des eigenen Magiers bildet das Spiel einen aus 'Magic: The Gathering' bekannten Deckbau und eine Manipulation der Spielmechaniken für eine eigene strategische Grundlinie ab.
Mit dem Beginn des Spiels auf der Weltkarte wird zu Anfang die nähere Umgebung erkundet, erste Siedlungen gründet und sich mit einfachen herumziehenden neutralen Einheiten erste Kämpfe geliefert. Im Mittelspiel wird der Kampf der Völker dominierend. Die Karte wird oft von vielen Einheiten beherrscht und bevölkert, die Zauberknoten werden erobert und erste globale Zauber verändern die Welt und behindern die gegnerischen Zauberer. Helden und fantastische Kreaturen erscheinen und liefern erste größere Schlachten und oft wird hier bereits ein erster Zauberer vernichtet.
Im Endspiel sind oft zahlreiche mächtige globale Zauber aktiv, die die Welt beherrschen und Zauber anderer Zauberreiche behindern. So können sich die Gefallenen einer Schlacht sich als Zombies erheben, Meteorschauer auf beiden Welten kontinuierlich auf Einheiten einprasseln, sich Vulkane aus dem Boden hervorheben oder sogar die Zeit stillstehen. Sehr mächtige Kreaturen wie Drachen und Riesenwürmer ziehen mit oder gegen halbgottartigen Helden über die Karte und in den Kämpfen kommt sehr starke Magie zum Einsatz.
Eine weitere Besonderheit von Master of Magic ist die mögliche vollständige Veränderung der Spielsituation durch das Aussprechen eines globalen Zaubers. So gibt es Zauber, die alle normalen Einheiten bzw. alle Kreaturen innerhalb einer Runde auf beiden Welten nach einer Talentprobe sterben lassen: Ganze Heere verschwinden und Städte sind plötzlich ungeschützt. Spieler, die nur auf Magie setzen kann jegliche Magie verwehrt werden, es kann die Zeit stillstehen, Spieler die auf einen militärischen Feldzug setzen, können einem permanenten Schaden auf den Weltkarten erleiden, aber auch ihre eigenen Einheiten per Kreuzzug-Zauber besonders stärken. Mittels Verwüstungs-Zauber können alle Städte in große Unruhe gebracht werden oder Ressourcen versiegen.

## Entwicklungsgeschichte
Master of Magic wurde 1994 bei Simtex von Steve Barcia entwickelt; dieser hatte auch Master of Orion entwickelt, was sich in Übereinstimmungen in der unterliegenden Technik (Dateistrukturierung der Daten etc.) der beiden Spiele zeigt. Die letzte offizielle Version von Master of Magic war Version 1.31 (März 1995), welche nach sehr fehlerbehafteten vorherigen Versionen die meisten kritischen Fehler behob, die von Presse und Spielern moniert worden waren.
Diese Version erhielt dann überwiegend gute bis sehr gute Bewertungen in Reviews von Spielzeitschriften.
Nach der Schließung des Simtex Entwicklungsstudios 1997 wurden weitere inoffizielle Patches für die verbliebenen Bugs und Unausgewogenheiten verfügbar. Ein geplanter zweiter Teil wurde nicht mehr verwirklicht.
Die Rechte an Master of Magic sind nach dem Kauf von MicroProse durch Hasbro 1998 inzwischen bei Atari SA gelandet.

## Kritikermeinung
Master of Magic schaffte es später auf einige Computerspiel-Auszeichnungslisten; auch Alan Emrich, „Erfinder“ des 4X-Genres, zählt Master of Magic als sein Nr.1-Spiel aller Zeiten auf.
2012 wurde Master of Magic in einer Retrospektive des Eurogamer-Webseite erneut als bestes 4X-Spiel gewürdigt.

## Verfügbarkeit
2010 wurde Master of Magic als Download bei Good Old Games verfügbar. Das Spiel wird mit dem DOS-Emulator DOSBox ausgeliefert (v0.73, die erste Version mit vollständigem Support von Master of Magic), wodurch das Spiel auch auf modernen Systemen und selbst Handys authentisch gespielt werden kann.
Seit 25. Februar 2020 ist das Spiel und der ehemalige Community-Mod Caster of Magic als offizieller DLC auf Steam verfügbar.

## Community und Mods
Master of Magic, zusammenfassend bekannt für seinen großen Wiederspielwert durch die vielen abwechslungsreichen Zufallselemente in jedem Bereich des Spiels, seiner aufwändigen und umfangreichen Spielmechanik, der großen Kombinationsmöglichkeiten, der stark ansteigenden Zauberstärke und seiner sandboxartigen Welt mit den vielen sich im Kopf des Spielers bildenden Geschichten, besitzt noch immer viele Fans und eine auch nach zwei Jahrzehnten rege Online-Community. Diese beschäftigt sich weiterhin mit dem Spiel und versucht u. a. verbleibende Bugs zu beheben, arbeitet an Remakes und hat ein sehr umfangreiches Wiki mit vielen Informationen und Strategien zum Spiel und seinen Spielelementen erschaffen.
Der Haupttreffpunkt für die Diskussion und Weiterentwicklung des Spiels (u. a. inoffizieller Fan-Patch und die beliebte Mod 'Caster of Magic') läuft auf Englisch über RealmsBeyond.

## Einflüsse auf andere Spiele
Viele Spiele übernahmen Elemente von Master of Magic oder griffen dessen Spielprinzip ziemlich direkt wieder auf. Schon 1989 kamen mit Sword of Aragon für den Amiga und Kings Bounty für den PC zwei Spiele heraus, die das Prinzip Weltkarte und Taktikkämpfe in einer Fantasywelt realisierten. Kings Bounty wurde dabei erst 2006 fortgesetzt, ist aber der direkte Vorfahr von dem 1995 erschienenen Heroes of Might and Magic.
Im gleichen Subgenre folgten zum Beispiel Age of Wonders. Für Civilization II gab es das offizielles Szenario „Fantastic Worlds“. Anleihen finden sich weiterhin in Fantasy General, Elemental: War of Magic, Conquest of Elysium und Dominions 2.
Zwar betonen alle genannten Spiele ihre Verbindung zu Master of Magic, einen offiziellen Nachfolger hat es aufgrund der Insolvenz von Simtex, der bei Atari liegenden Namensrechte und des in seiner Tiefe und Komplexität beeindruckenden Spieldesigns bis heute nicht gegeben.
Das Sammelkartenspiel Magic: The Gathering von 1993 übernahm das Konzept von verschiedenen Zauberkreisen mit eigenen Schwerpunkten, einer großen Kombinationsvielfalt und vielen Kontermöglichkeiten ins Spiel.
2013 wurde über Kickstarter ein Nachfolgeprojekt („spiritual successor“) Worlds of Magic gestartet, das schlechte Kritiken erhielt. Erst im zweiten Anlauf als Worlds of Magic: Planar Conquest fand das Spiel das Wohlwollen der Käufer.
Seit Dezember 2022 gibt es ein Remake von Slitherine und MuHa Games.